# Georg von Mayr

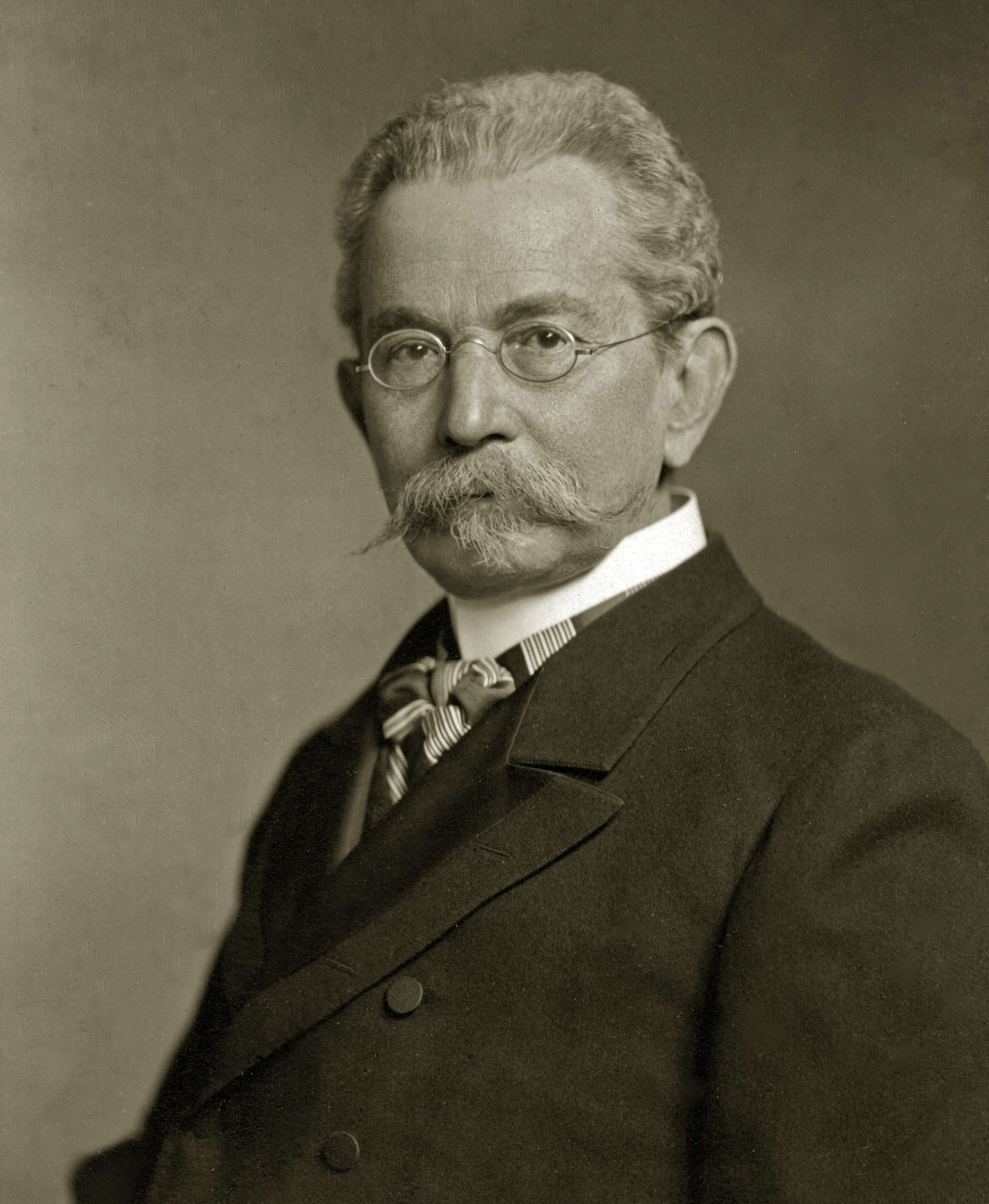
Georg von Mayr

Georg Mayr, ab 1879 Ritter von Mayr, (* 12. Februar 1841 in Würzburg; † 6. September 1925 in Tutzing) war ein Statistiker und Volkswirt.

## Leben
Georg Mayr war Sohn des Mathematikers und Professors an der Würzburger Universität Aloys Mayr. Er studierte in München und habilitierte sich 1865 an der Universität München.
1868 wurde er außerordentlicher Professor und 1869 Nachfolger seines akademischen Lehrers Friedrich von Hermann in der Leitung des Statistischen Büros. Später wurde er Ministerialrat, als welcher er 1869 die Zeitschrift des Königlich Bayerischen Statistischen Bureau gründete, in der er zahlreiche, meist auf Bevölkerungsstatistik bezügliche Arbeiten veröffentlichte.
Das Sterndiagramm wurde zuerst von Mayr im Jahr 1877 verwendet.
Mayr wurde 1879 mit dem Ritterkreuz des Verdienstordens der Bayerischen Krone ausgezeichnet und in diesem Zuge in den persönlichen Adelstand erhoben.  Im September 1879 als kaiserlicher Unterstaatssekretär in das elsässische Ministerium nach Straßburg berufen, trat er 1887 zurück und lebte dann in München. Am 6. Dezember 1913 wurde er Rektor der Ludwig-Maximilians-Universität in München. Mayr war einer der Unterzeichner des Manifest der 93 im Jahre 1914.

## Schriften
- Die Organisation der amtlichen Statistik. München 1876.
- Die Gesetzmäßigkeit im Gesellschaftsleben. München 1877.
- Das Deutsche Reich und das Tabaksmonopol. anonym. Stuttgart 1878.
- Statistik und Gesellschaftslehre
  - Band I: Theoretische Statistik. Mohr, Tübingen 1895/1914.
  - Band II: Bevölkerungsstatistik. Mohr, Tübingen, 1897/1922/27
  - Band III: Moralstatistik mit Einschluß der Kriminalstatistik. Mohr, Tübingen 1909/1917.
- Begriff und Gliederung der Staatswissenschaften. Laupp, Tübingen, 1901/1921.
- Statistik und Politik, insbesondere Verwaltungsstatistik. In: Handbuch der Politik, Berlin und Leipzig, 1914.